# Antramicina
A antramicina é um antibiótico pirrolobenzodiazepínico com atividade antitumoral. Primeiramente foi derivado do actinomiceto termofílico Streptomyces refuineus por M.D. Tendler e S. Korman na década de 1950,  e sintetizado pela primeira vez em laboratório por Leimgruber et al. em 1965. Devido à natureza instável de sua estrutura química, a caracterização da espécie foi feita em seu epímero o éster metílico de antimicina. Este derivado pode ser formado por recristalização da antramicina utilizando metanol aquecido.

## Estrutura química
A estrutura química da antramicina foi elucidada pela primeira vez por Leimgruber, que usou ressonância magnética nuclear e espectroscopia ultravioleta. Usando outro produto de fermentação de estrutura semelhante, simplesmente conhecido como "pigmento amarelo" como base de comparação, ele foi capaz de identificar todos os principais grupos funcionais da estrutura. A estrutura da espécie foi reduzida a um de dois candidatos possíveis: um com núcleo de pirrolobenzodiazepina e outro com estrutura semelhante a de piridoquinazolina. A primeira estrutura foi confirmada através de espectrometria de massa.

## Usos clínicos
A antramicina é um agente antitumoral e antibiótico. Ela age inibindo a síntese de RNA e DNA nos carcinomas de células. É um inibidor competitivo da síntese de RNA e DNA livre de células e bloqueia a ação da desoxirribonuclease I. A antramicina-metil-éter (AME) forma um complexo com o DNA que bloqueia sua síntese e inibe a ligação do DNA com as enzimas adequadas. É uma espécie é altamente citotóxica. A antramicina demonstrou ser eficaz contra sarcomas, linfomas e neoplasias gastrointestinais.

## Efeitos colaterais
O uso de antramicina tem sido amplamente limitado, devido à alta cardiotoxicidade. Também foi observada necrose aguda nos tecidos que receberam injeção do antibiótico, um efeito colateral ligado a sua alta citotoxicidade. Foi demonstrado que injeções repetidas em camundongos afetam negativamente o metabolismo mitocondrial.
Os ratos também mostraram eletrocardiogramas anormais. Assim, os efeitos colaterais dessa medicação frequentemente superam seus benefícios. Alternativas como a doxorrubicina estão amplamente disponíveis e são mais prescritas, devido aos efeitos colaterais mais brandos e por possuir ação antitumoral mais eficaz.